# Astragalus pseudochorinensis
Astragalus pseudochorinensis är en ärtväxtart som beskrevs av N.Ulziykh. Astragalus pseudochorinensis ingår i släktet vedlar, och familjen ärtväxter. Inga underarter finns listade i Catalogue of Life.